# Йоахім Ліцманн
Йоахім Ліцманн (нім. Joachim Lietzmann; 1 вересня 1894, Кіль — 19 вересня 1959, Гамельн) — німецький військово-морський діяч, віце-адмірал крігсмаріне. Кавалер Німецького хреста в золоті.

## Біографія
1 квітня 1911 року вступив на флот кадетом. Пройшов підготовку на важкому крейсері «Ганза» і у військово-морському училищі. У жовтні 1913 року направлений для проходження служби в Ціндао. Після початку Першої світової війни японські війська почали операцію із захоплення Ціндао, 2 грудня 1914 року фортеця капітулювала і Ліцманн виявився в полоні. 24 листопада 1919 року повернувся на батьківщину.
27 серпня 1920 року прийнятий на флот, служив в береговій обороні, командував тральником. З 15 лютого 1923 року — командир міноносця Т-151, з 16 березня 1925 року — 2-й офіцер Адмірал-штабу в штабі військово-морської станції «Нордзе». 30 вересня 1927 року переведений у Відділ флоту Морського керівництва референтом, з 27 лютого 1928 по 26 вересня 1930 року командував 1-й флотилією міноносців, а потім повернувся в Морське керівництво, де 28 вересня 1931 року обійняв посаду начальника відділу. З 9 жовтня 1933 року — 1-й офіцер Адмірал-штабу в штабі командувача розвідувальними силами. 11 жовтня 1935 року призначений начальником відділу Імперського військового міністерства. З 24 травня 1934 року — військово-морський аташе в посольстві Німеччини в Парижі і Лісабоні. Одночасно в березні-листопаді 1936 року — військово-морський аташе при уряді Франсіско Франко.
24 серпня 1937 року призначений військово-морським аташе в Токіо, де залишався до 30 березня 1940 року. З 28 травня 1940 року — начальник штабу командувача-адмірала на Заході, з 22 червня 1940 року — у Франції. 8 квітня 1942 року призначений командувачем навчальними силами флоту, а 3 березня 1943 року очолив командування береговою обороною на Померанському узбережжі. З 10 вересня 1943 року — командувач-адмірал на Адріатиці (з перервою 4-16 липня 1944). 10 січня 1945 року призначений адміралом для особливих доручень на Південному Сході. 5 травня 1945 року взятий в полон. 5 червня 1947 року звільнений.

## Звання
- Кадет (1 квітня 1911)
- Фенріх-цур-зее (15 квітня 1912)
- Лейтенант-цур-зее (3 серпня 1914)
- Оберлейтенант-цур-зее (17 травня 1919)
- Капітан-лейтенант (1 лютого 1922)
- Корветтен-капітан (1 січня 1930)
- Фрегаттен-капітан (1 травня 1935)
- Капітан-цур-зее (1 січня 1937)
- Контр-адмірал (1 січня 1941)
- Віце-адмірал (1 жовтня 1943)

## Нагороди
- Рятувальна медаль (14 грудня 1912)
- Залізний хрест 2-го і 1-го класу
- Колоніальний знак (8 грудня 1923)
- Орден морських заслуг (Іспанія)
  - 2-го класу, білий дивізіон (23 січня 1932)
  - 3-го класу, білий дивізіон (21 серпня 1939)
- Орден Данеброг, лицарський хрест (Данія; 19 вересня 1933)
- Орден Корони Італії, офіцерський хрест (7 травня 1934)
- Орден «За військові заслуги» (Болгарія) 3-го ступеня (28 червня 1934)
- Пам'ятна військова медаль (Угорщина) з мечами
- Почесний хрест ветерана війни з мечами (5 січня 1935)
- Орден Вази, командорський хрест (Швеція; 1 листопада 1935)
- Орден Заслуг (Угорщина), командорський хрест (1936)
- Медаль «За вислугу років у Вермахті»
  - 4-го, 3-го і 2-го класу (18 років; 2 жовтня 1936) — отримав 3 нагороди одночасно.
  - 1-го класу (25 років)
- Орден військових заслуг (Іспанія), 3-го класу, білий дивізіон
- Орден Священного скарбу 3-го класу (Японська імперія; 16 березня 1940)
- Хрест Воєнних заслуг
  - 2-го класу з мечами (5 жовтня 1940)
  - 1-го класу з мечами (30 січня 1942)
- Застібка до Залізного хреста
  - 2-го класу (20 квітня 1941)
  - 1-го класу
- Орден Корони короля Звоніміра 1-го класу з дубовим листям і зіркою (Незалежна Держава Хорватія)
- Срібна медаль поглавника Анте Павелича за хоробрість (Незалежна Держава Хорватія; 14 серпня 1944)
- Німецький хрест в золоті (6 січня 1945)